# (1992) Galvarino
(1992) Galvarino es un asteroide perteneciente al cinturón de asteroides descubierto el 18 de julio de 1968 por Carlos Torres y S. Cofré desde la estación de Cerro El Roble, Chile.

## Designación y nombre
Galvarino fue designado al principio como 1968 OD.
Posteriormente se nombró en honor del jefe de los araucanos Galvarino.

## Características orbitales
Galvarino orbita a una distancia media del Sol de 2,993 ua, pudiendo alejarse hasta 3,136 ua y acercarse hasta 2,85 ua. Su inclinación orbital es 10,57° y la excentricidad 0,04782. Emplea en completar una órbita alrededor del Sol 1891 días.